# Macrobrachium raridens
Macrobrachium raridens är en kräftdjursart som först beskrevs av Franz Martin Hilgendorf 1893.  Macrobrachium raridens ingår i släktet Macrobrachium och familjen Palaemonidae. Inga underarter finns listade i Catalogue of Life.